# 大林 (越谷市)
大林（おおばやし）は、埼玉県越谷市の大字。郵便番号は343-0021。

## 地理
埼玉県の東部地域で、越谷市の北部に位置する。東武伊勢崎線（東武スカイツリーライン）より西に大房を挟んで飛び地がある。元荒川が流れ、傍らに宮内庁の埼玉鴨場があることで知られる。鴨場周辺を除き全域が宅地化している。
越谷市、さいたま市岩槻区、春日部市にまたがって「大」と付く地名が集中しており、大房、大沢、大里に隣接している。

## 歴史
かつては大林村だった。
- 1889年（明治22年）4月1日 - 町村制施行により、大房村、三野宮村、大竹村、大道村、大林村、袋山村、恩間村、恩間新田が合併し、南埼玉郡大袋村の大字大林となる。
- 1908年（明治41年） - 地内に埼玉鴨場が造られる。
- 1954年（昭和29年）11月3日 - 大袋村が南埼玉郡越ヶ谷町、大沢町、新方村、桜井村、出羽村、蒲生村、大相模村、増林村と合併し、越谷町の大字となる。
- 1958年（昭和33年）11月3日 - 越谷町が市制施行し、越谷市の大字となる。
- 1971年（昭和46年）4月1日 - 地内に越谷市立大沢北小学校が開設される。
- 1988年（昭和63年）2月 - 地内に越谷梅林公園が開園する。

## 世帯数と人口
2023年（令和5年）1月1日現在の世帯数と人口は以下の通りである。
| 町丁 | 世帯数    | 人口    |
| ---- | --------- | ------- |
| 大林 | 2,002世帯 | 4,623人 |

## 小・中学校の学区
市立小・中学校に通う場合、学区（校区）は以下の通りとなる。
| 番地                                                                                               | 小学校               | 中学校                                  |
| -------------------------------------------------------------------------------------------------- | -------------------- | --------------------------------------- |
| 1〜408、592〜9999                                                                                  | 越谷市立大袋東小学校 | 越谷市立大袋中学校                      |
| 409〜418、421〜440、446〜469、475〜502、505〜507、509〜511、513〜528、540〜555、566〜579、587〜591 | 越谷市立大沢北小学校 | 越谷市立新栄中学校 （越谷市立北中学校） |
| 529〜539、556〜565、580〜586                                                                       | 越谷市立大沢北小学校 | 越谷市立新栄中学校                      |
| 419〜420、441〜445、470〜474、503〜504、508、512                                                   | 越谷市立鷺後小学校   | 越谷市立栄進中学校                      |

## 交通

### 鉄道
地域内一部に東武伊勢崎線（東武スカイツリーライン）の線路が敷設されているが、鉄道駅は無い。最寄り駅は同線の北越谷駅となっている。

### 道路
- 東京都道・埼玉県道49号足立越谷線（日光街道）
- 埼玉県道325号大野島越谷線

## 施設
- 越谷市立大沢北小学校
- 宮内庁埼玉鴨場
- 越谷梅林公園
- 大林会館
- 海道西自治会館
- 大林新生自治会館
- 大林寺
- 大林ふれあい公園
- 若草公園